# Tarabai Bhosale

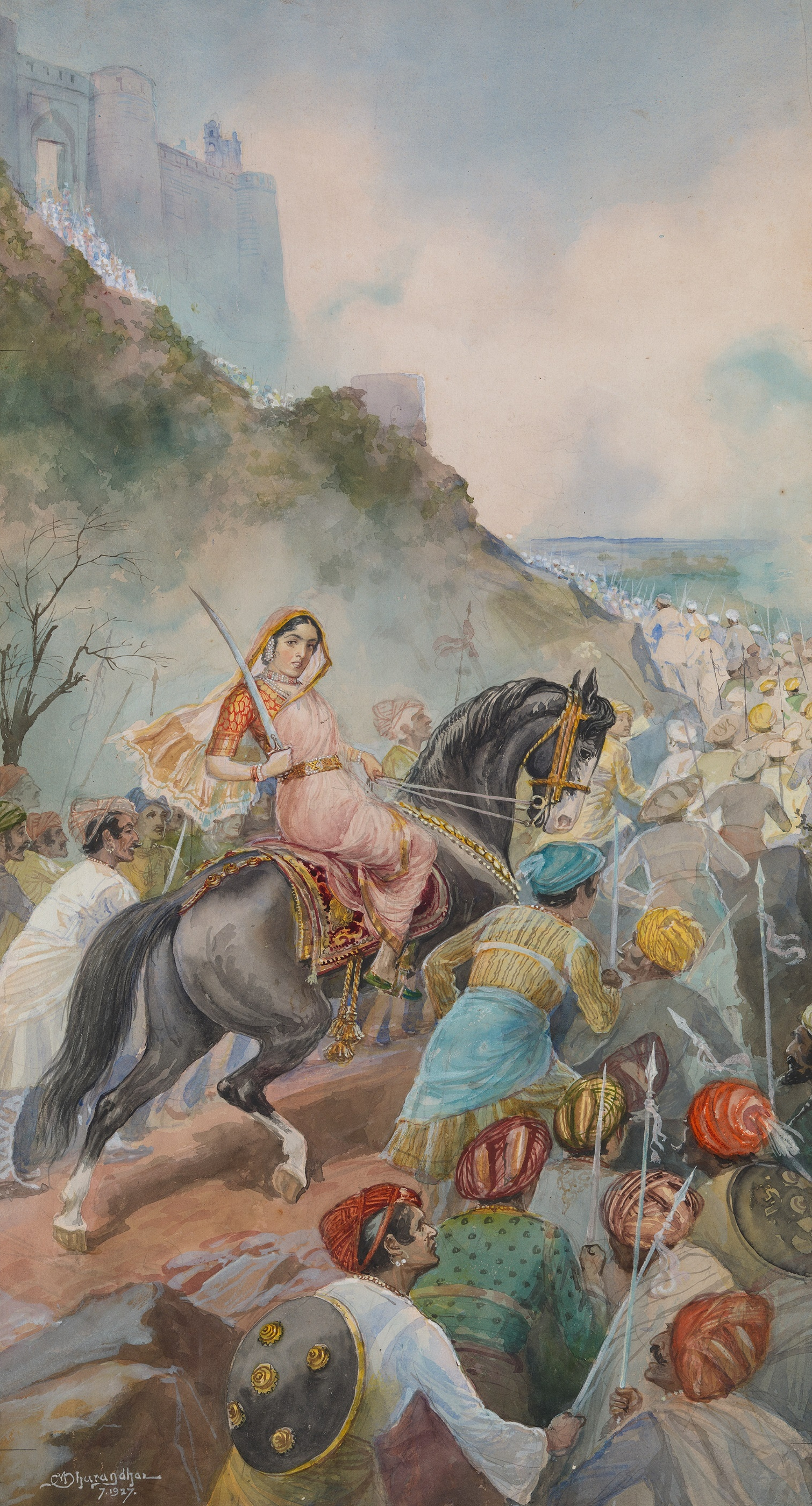
Tarabai i strid.

Tarabai Bhosale, född 1675, död 9 december 1761, var en indisk drottning (maharani) och regent. Hon var gift med kung (maharai) Rajaram Chhatrapati av Marathariket och regent för sin son kung Shivaji II från 1700 till 1708. Hon är känd för sitt försvar av Marathariket mot Mogulrikets erövringsförsök.

## Biografi
Tarabai Bhosale var dotter till generalen Hambirrao Mohite och kusin till kronprins Rajaram. Hon gifte sig med sin kusin, som besteg tronen som Rajaram I efter sin brors död i fångenskap i Mogulriket 1689. När Rajaram I avled i mars 1700 utropade hon deras fyra år gamla son till hans efterträdare som Shivaji II. På grund av sonens omyndighet tog hon över styret som regent. Vid denna tid befann sig Marathariket i nästan ständig kamp mot det muslimska Mogulriket under Aurangzeb.

## Fiktion
Tarabai Bhosale figurerar i den indiska tv-serien Peshwa Bajirao (2017).